# استراتژی عنکبوت
استراتژی عنکبوت (ایتالیایی: Strategia del ragno) فیلمی سیاسی محصول ۱۹۷۰ ایتالیا به کارگردانی برناردو برتولوچی است. فیلمنامۀ آن را برتولوچی، براساس داستان مضمون خائن و قهرمان توسط خورخه لوئیس بورخس نوشته‎است.